# Гринды
Гри́нды, или чёрные дельфины (лат. Globicephala), — род млекопитающих из семейства дельфиновых, содержащий два вида: обыкновенная гринда (Globicephala melas) и короткоплавниковая гринда (Globicephala macrorhynchus). Слово «гринда» происходит из фарерского языка.

## Описание
Длина гринд варьируется от 3,6 до 8,5 метров, а их масса составляет в среднем 800 кг (в отдельных случаях встречаются и экземпляры массой до 3000 кг). Их тело цилиндрической формы, голова округлённая, с коротким рылом, и едва выделяется из туловища. За исключением белого пятна под подбородком гринды окрашены полностью в чёрный цвет. Оба вида отличаются друг от друга по длине плавников, а также по количеству зубов: у короткоплавниковых гринд их от 14 до 18 на челюсть, а у обыкновенной гринды их от 16 до 26. Косатки и короткоплавниковые гринды являются двумя из немногих видов млекопитающих (включая человека), у которых женские особи проходят через период менопаузы и живут в течение многих десятилетий после того, как теряют способность к зачатию.
Гринды предпочитают открытое море и лишь изредка встречаются у побережья. В то время как короткоплавниковая гринда любит тропические и субтропические моря, обыкновенная гринда чаще обитает в умеренных и прохладных широтах, в том числе в Северной Европе.
Гринды спят в дневное время, а ночью отправляются на поиски пищи. Продолжительность их ныряния составляют от 5 до 10 минут, за которые они успевают опускаться на глубину более 600 м. Их пища состоит главным образом из головоногих и, в меньшей мере, из рыбы. Известны случаи нападения на кашалотов. Гринды живут, как правило, в группах из 20—30 особей, хотя наблюдались группы, состоящие из более 100 особей. Группа подчиняется вожаку, социальное поведение внутри неё развито довольно сильно.
Известен как минимум один достоверный случай «нападения» гринды на человека (заснятый на видео). 12 мая 1991 года самец прихватил ныряльщицу Лизу Кастелло за ногу, опустился с ней на глубину около 10 м и затем аккуратно поднял обратно. Женщина отделалась лишь несколько ободранной ногой. По её мнению, дельфин не пытался причинить ей вред. Контакт был спровоцирован самими людьми, так как ныряльщики намеренно плавали среди животных и трогали их руками, чего делать не рекомендуется ни с одним диким животным. Гринда неоднократно выражала недовольство действиями ныряльщицы, шлёпая хвостом о воду, и, в отсутствие реакции на предупреждения, возможно, просто проучила её.

## Галерея

Соотношение размеров гринды и человека
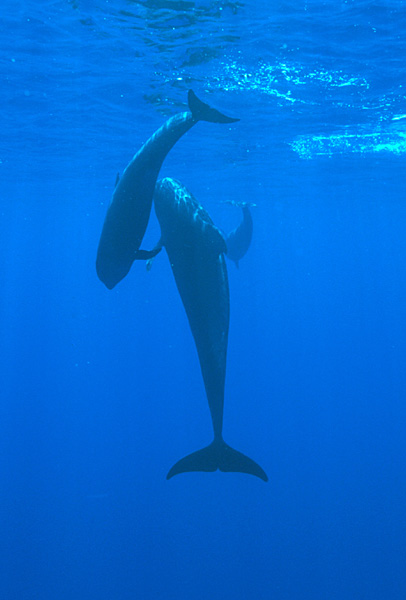
Группа гринд
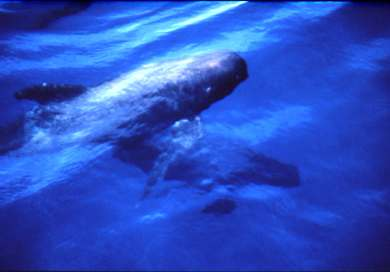
Две гринды
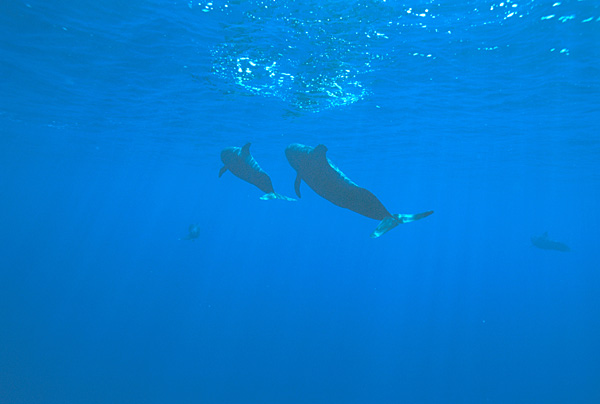
Гринда с детёнышем

## В культуре
Известно два документальных фильма, полностью посвященных гриндам.
- Полнометражная лента «Гринды — морские охотники» (англ. Cheetahs of the deep  — буквально, «гепарды [морских] глубин») повествует об образе жизни, особенностях социального взаимодействия, тонкостях охоты, игр и размножения на примере группы немигрирующих короткоплавниковых гринд, живущих между островами Тенерифе и Гомера канарского архипелага. Любопытной особенностью фильма является то, что все съемки гринд осуществлены в открытом океане на задержке дыхания.
- Короткометражка «Мой лоцман, кит» (англ. My Pilot, Whale) демонстрирует возможность взаимодействия человека и свободно живущих гринд, предлагая зрителю ряд философских вопросов, связанных с китообразными: об их отношении к миру, о том, что между нами общего, чему мы, люди, можем у них научиться, и т.п. Фильм отмечен рядом наград международных кинофестивалей.